# Диг Аллен
«Диг Аллен. Приключения космического исследователя» (англ. Dig Allen Space Explorer Adventure) — цикл научно-фантастических романов американского писателя Джозефа Лоуренса Грина. Состоит из 6 романов, написанных в конце 1950-х — начале 1960-х годов. Романы были ориентированы на юношей-подростков. Описывают приключения юных исследователей космоса на разных планетах Солнечной системы подобно телевизионной серии Джозефа Грина «Том Корбетт. Космический кадет». Основным персонажем цикла является Дигби «Диг» Аллен, а сюжеты романов сходятся на астероиде Эрос, который оказался гигантским инопланетным кораблём.  

## Романы цикла
1. «Забытая звезда» (The Forgotten Star, 1959)
2. «Пленники в космосе» (Captives in Space, 1960)
3. «Путешествие к Юпитеру» (Journey to Jupiter, 1961)
4. «Ловцы Венеры» (Trappers of Venus, 1961)
5. «Роботы Сатурна» (Robots of Saturn, 1962)
6. «Потерянный город Урана» (Lost City of Uranus, 1962)